# Lordiphosa tsacasi
Lordiphosa tsacasi är en tvåvingeart som beskrevs av Zhang 2008. Lordiphosa tsacasi ingår i släktet Lordiphosa och familjen daggflugor. Inga underarter finns listade i Catalogue of Life.